# Denkmal der Allianz

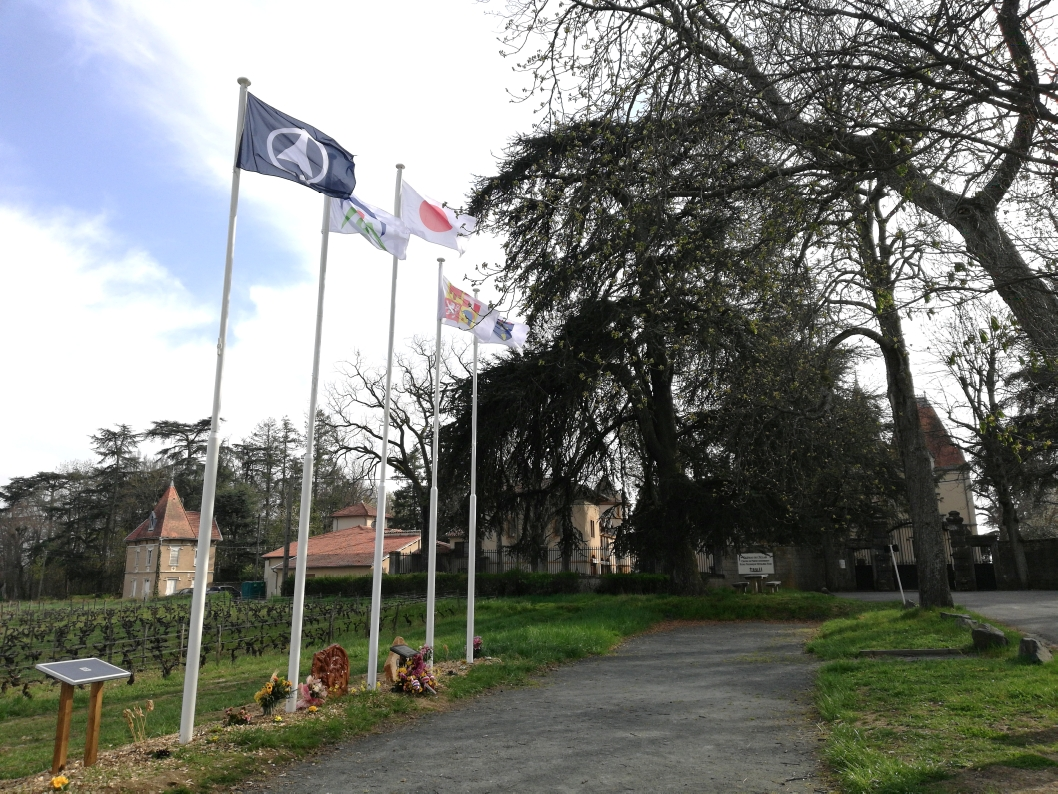
Das Denkmal mit dem Schloss im Hintergrund

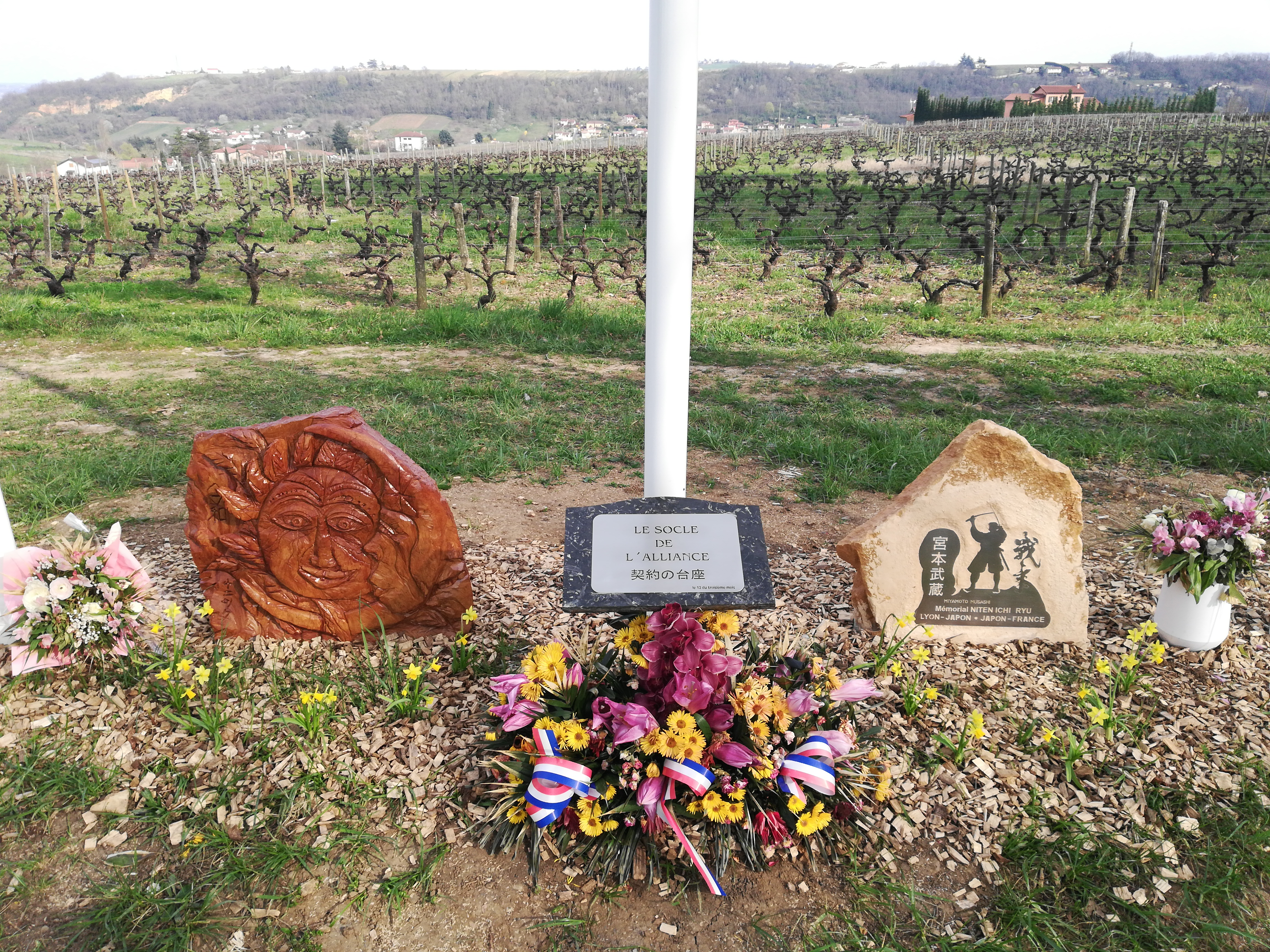
Detail

Das Denkmal der Allianz (französisch Socle de l’Alliance, japanisch 契約の台座 keiyaku no daiza) befindet sich seit dem 11. März 2020 in Liergues vor dem Haupteingang des Château de l’Eclair. Es ist den Opfern des Tōhoku-Erdbebens vom 11. März 2011 gewidmet und wurde unter der Schirmherrschaft der Stadt Mimasaka, vertreten durch Bürgermeister Seiji Hagiwara, im Beisein von Senatorin Élisabeth Lamure eingeweiht.

## Gebäude
Das Denkmal der Allianz verbindet die Porte des Pierres Dorées (die 32 Gemeinden der Communauté de Communes des Pierres Dorées in der Region Auvergne Rhône-Alpes) mit der Stadt Mimasaka in der Präfektur Okayama, Japan. Mit dem Heihō-Niten-Ichi-Ryū-Denkmal (兵法二天一流メモリアル Heihō Ni-ten Ichi-ryū memoriaru) in Gleizé umfasst das Denkmal der Allianz auch die Stadtgemeinde Villefranche-Beaujolais-Saône.
Die Flaggen von Ōhara-chō, Mimasaka, Auvergne Rhône-Alpes Dauphiné Savoie, Liergues und die Reiwa-Flagge wehen permanent.
Das Denkmal erinnert an vier Ereignisse:
- den Beginn der Friedensbeziehungen zwischen Japan und Frankreich mit der Ratifizierung des französisch-japanischen Vertrags am 4. Februar 1860 und dessen Überbringung an den Shōgun durch Herrn Duchesne;
- die Einweihung des Miyamoto-Musashi-Budōkan in Japan gemeinsam mit Frankreich;[5]
- den Geburtstag von Miyamoto Musashi am 12. Tag des 3. Monats des 12. Jahres der Tenshō-Ära in Ōhara;[6]
- den ersten Austausch von Konsuln zwischen Japan und Frankreich, Tadazumi Yamada und Louis Michallet.[7]